# ماسحة

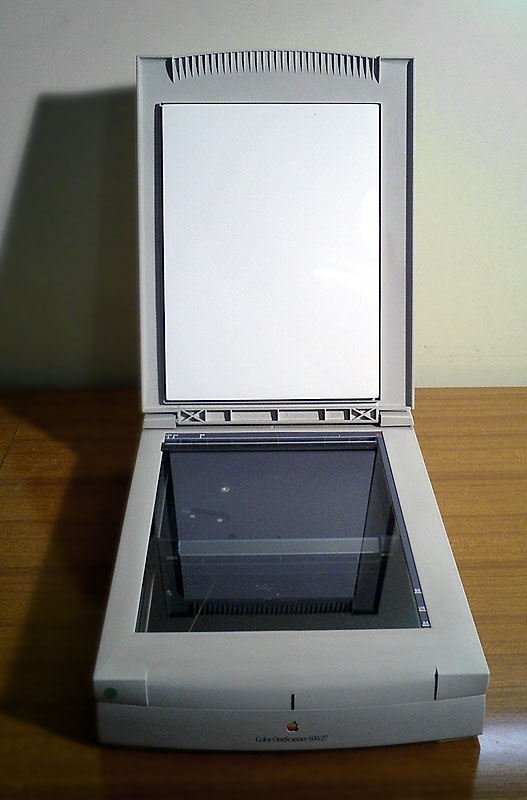
ماسحة

الماسِحة أو الماسح أو الماسح الضوئي أو المِفراس (بالإنجليزية: Image scanner) آلة تستعمل في إدخال صور ورسومات إلى الحاسوب، حيث يحولها من طبيعتها الرسومية إلى صورة رقمية لكي تناسب طبيعة الحاسوب وحتى يسهل تخزينها داخله في ملف واستدعائها وقت الحاجة إليها. وتشبه الماسحة في عملها الناسخة. واسمها الكامل ماسحة الصور ويسمى اختصارًا بالماسحة فقط، على الرغم من أن المصطلح سيكون غامضاً خارج السياق (إذ يوجد ماسحة الرماز القضباني أو الماسحة المقطعية وما إلى ذلك) - وهو جهاز يمسح بصريًا الصور أو النصوص المطبوعة أو الكتابة اليدوية أو جسماً ويحولها إلى صورة رقمية. يشيع استخدامها في المكاتب أشكال من الماسحات المسطح المخصص لسطح المكتب حيث يُوضع المستند على نافذة زجاجية ليُمسح ضوئيًا. تطورت الماسحات الضوئية المحمولة، حيث يُحرك الجهاز باليد، من «القطعة المحمولة» لمسح النص إلى «الماسحات الضوئية ثلاثية الأبعاد» المستخدمة في التصميم الصناعي، والهندسة العكسية، والاختبار والقياس، وتقويم العظام، والألعاب وغيرها من التطبيقات. عادةً ما تستخدم الماسحات الضوئية التي تحرك المستند آليًا للمستندات ذات الحجم الكبير، حيث يكون التصميم المسطح غير عملي.

## كيفية عملها
1. توضع الورقة أو الصورة المراد إدخالها إلى الحاسوب على الزجاج العلوي للماسحة.
2. يرسل الحاسوب إشارات إلى لوحة تحكم منطقية الماسحة تتضمن معلومات عن كيفية عمل المحرك وسرعته.
3. يصطدم مصدر الضوء بالصورة ثم ينعكس إلى عدسة الماسحة من خلال مجموعة من المرايا.
4. يمر الضوء من خلال عدسات الماسحة ويصل إلى أعضاء إحساس وحدة الشحن الثنائي CCD.
5. تقوم أعضاء إحساس وحدة الشحن الثنائي CCD بقياس كمية الضوء المنعكس على الصورة وتحوله إلى إشارة تناظرية (تماثلية).
6. ثم يتغير هذا الفولت إلى قيم رقمية بواسطة محول.
7. يُرسل أعضاءُ وحدة الشحن الثنائي الإشاراتِ الرقمية إلى لوحة التحكم ثم نقلها إلى الحاسوب مرة أخرى.

وتختلف الماسحات الضوئية عن بعضها بحسب:
- ميز (استبانة) الصورة وتقاس بعدد النقاط في البوصة المربعة.
- أنواعها (التفصيل أدناه).
- السرعة أي عدد الصفحات المقروءة في الدقيقة.
- ونوع التوصيل أو المنفذ.

## أنواع الماسحات
- ماسحات مسطحة: أسلوب CCD أي جهاز اقتران شحنات (أو نظام المسح الثنائي) والتي تقوم بتحويل الضوء الساقط عليها والمنعكس من الصورة المراد مسحها إلى معلومات رقمية يُغذى الحاسوب بها فتظهر على شاشة الحاسوب دليلاً على إدخالها إليه. وتحتاج هذه الأجهزة إلى زمن تعريض أكثر للضوء لكي تقوم بجمع أكبر عدد ممكن من الفوتونات الضوئية الساقطة عليها حتى تستطيع قياسها وقراءتها.
- أما الماسحات الأسطوانية: فتستخدم أسلوب PMT أي صمام تضخيم ضوئي (أو أنابيب مضاعفة الضوء). ويتميز هذا الأسلوب بتسجيل التفاصيل الدقيقة بجودة عالية، حيث يقوم بمضاعفة الضوء الساقط على الصورة المراد مسحها مسحًا يمكن به قياسها بسهولة وبذلك فإن زمن التعريض يكون قصيراً مقارنة بالماسحات المسطحة. وتشبه تلك الأجهزة في طريقة عملها الماسحات المسطحة إلا أن الفرق بينهما هو في أسلوب العمل وطريقة مسح الصورة وإدخالها حيث تُلف الصورة المراد مسحها داخل الماسحة بواسطة أسطوانة تشبه أسطوانة الطابعة.
- ماسحات يدوية: هي ماسحة تُحمل باليد ويستخدم في مسح وإدخال الصورة إلى الحاسوب عن طريق المرور عليها بطريقة الانزلاق وهو يستخدم في إدخال الصور ذات الحجم الصغير.